# 这个男人是我人生最大的错误
《这个男人是我人生最大的错误》，是由九瀬しき于2017年3月起连载的日本漫画。為2019年電子漫畫大賞（電子漫畫大獎）（みんなが選ぶ!!電子コミック大賞）女性部門獲獎作品。
2020年1月由朝日放送电视台改编为电视剧播出，共10话。

## 简介
在制药公司上班的佐藤唯有一天因失去爱犬，而在酒吧喝酒叹气。结果与一旁的男性发生争执，唯将那名男性绊倒在地。第二天上班时，得知那名男性就是药企总裁天城恭一。随后展开了总裁和女职员的爱情故事演绎。

## 主要角色
- 佐藤唯（さとう ゆい）[2]，由松井爱莉饰演；本作女主角，天城製藥裡的會計部員工，喜歡狗狗，因為愛犬的死亡而在酒吧裡喝酒遇到一個男人跟他起爭執，殊不知那個男人其實就是其工作公司的天城社長，佐藤唯對社長的猛烈追求感到惡心 （但也開啟了她的抖S屬性）。
- 天城恭一（あまぎ きょういち）[3]，由速水直道饰演；本作男主角，天城製藥的社長，不喜歡別人稱讚他。在酒吧與佐藤唯起爭執後對佐藤唯一見鍾情，希望可以當佐藤唯的奴隸，對於佐藤唯的暴力行為不但不討厭還希望可以再來點（抖M屬性）後來透漏為什麼不喜歡別人稱讚，認為這個世界上只有佐藤唯會譴責他。
- 名取蒼，由入江甚仪饰演；天城社長的秘書，與麻美是同期進來的。
- 三岛冴，由田中道子（日语：田中道子）饰演；細胞研究者、諾貝爾獎候補者與天成和藍田是大學的同期生，喜歡天城。
- 石川麻美，由片山萌美饰演；唯的前輩同事兼朋友跟名取是同期進來的。
- 蓝田航之郎，由平冈祐太饰演。；手術成功率100%的心臟科醫生，有著天然呆的一面，跟佐藤唯一樣喜歡狗狗，喜歡佐藤唯。

## 工作人员
- 原作——九瀬しき
- 制片人——山崎宏太（朝日放送テレビ）、清家優輝（ファインエンターテイメント）
- 监督——菊地健雄（日语：菊地健雄）
- 音乐——池永正二（日语：池永正二） （あらかじめ決められた恋人たちへ）
- 主题曲——川口レイジ（日语：川口レイジ） 「I`m a slave for you」
- エンディングテーマ - 川口レイジ「STOP」
- 脚本——さくのり限、伊澤理絵
- 制作——朝日放送电视台、株式会社ファインエンターテイメント(FINE Entertainment Co.ltd.)

## 外部連結
- 電視劇官方網站
  - 電視劇的X（前Twitter）
  - 電視劇的Instagram帳戶

| 日本 朝日放送電視台・朝日電視台 電視劇L  | 日本 朝日放送電視台・朝日電視台 電視劇L                | 日本 朝日放送電視台・朝日電視台 電視劇L |
| ---------------------------------------- | ------------------------------------------------------ | --------------------------------------- |
|                                          | 這個男人是我人生最大的錯誤 （2020年1月19日 - 3月22日） |                                         |
| Re:Follower （2019年10月6日 - 12月15日） | 年下男友 （2020年4月12日 - 6月14日）                   |                                         |